# Esme & Roy
Esme & Roy е канадско-американски анимационен сериал, създаден за HBO и Treehouse TV през 2018 г. в един сезон.